# Inimutaba
Inimutaba è un comune del Brasile nello Stato del Minas Gerais, parte della mesoregione Central Mineira e della microregione di Curvelo.